# دانشگاه شفیلد هالم
دانشگاه شفیلد هالم  (به انگلیسی: Sheffield Hallam University (SHU)) یک دانشگاه تحقیقاتی دولتی در شهر شفیلد واقع در یورک‌شر جنوبی، در انگلیس است. این دانشگاه ۳۰هزار و نهصدو شصت دانشجو دارد که ۴ هزارو چهارصد نفر آنان را دانشجویان خارجی تشکیل می‌دهند. دانشگاه از نظر تعداد دانشجو در میان ۱۶۹ دانشگاه در انگلیس در رده ١۴ قرار دارد.